# Le Jardin du paradis
Cet article concerne le conte d'Andersen. Pour le film de Fred J. Balshofer de 1917, voir Le Jardin du paradis (film, 1917).

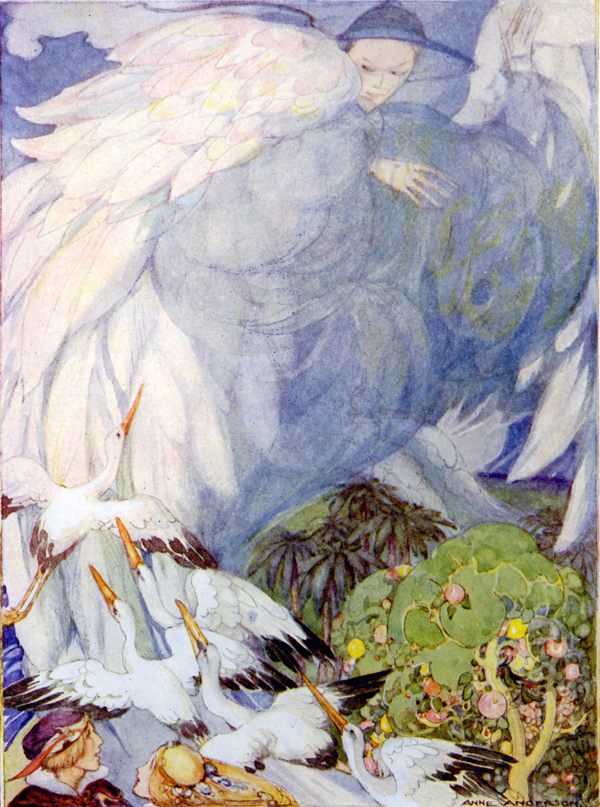
Le jardin du paradis sert de résidence à la reine des fées, et il renferme l’île de la Félicité, séjour délicieux où la mort est inconnue. Illustration d'Anne Anderson.

Le Jardin du Paradis (en danois : Paradisets Have) est un conte de Hans Christian Andersen, publié par C. A. Reitzel à Copenhague le 19 octobre 1839, en même temps que La Malle volante et Les Cigognes, dans le deuxième livret de la Nouvelle Collection des Contes de Fées Racontés aux Enfants.

## Résumé
Un prince dispose d'une vaste bibliothèque rassemblant l'ensemble du savoir humain, mais où manque le livre révélant l'emplacement du jardin du paradis, qu'il rêve de découvrir. Un soir de tempête, il trouve refuge dans la caverne des vents où il est accueilli par une vieille femme, mère des quatre vents. Successivement, se présentent le vent du nord venu de Russie, Zéphyr, le vent d'Ouest, venu d'Amérique, le vent du sud, venu d'Afrique, et enfin, le vent d'est, venu de Chine, avec qui le prince se lie d'amitié. Au matin, le vent d'est emmène le prince au jardin du paradis, situé sous la terre quelque part au sud de l'Himalaya, sur l'île de la Félicité où séjournent la jeune et belle reine des fées ainsi que ses suivantes. Pour pouvoir y vivre éternellement, le prince doit réussir à passer cent jours sans approcher de l'arbre de la science. Cependant, dès le premier, jour, il succombe à la tentation et se retrouve, comme au réveil d'un rêve, dans la caverne humide de la vieille rencontrée au début de l'histoire.

## Traductions
- Ce conte a été traduit en français dès 1856 par David Soldi en même temps que les autres contes du premier recueil et a fait l'objet d'une édition de la librairie Hachette, illustrée par Bertall.
- L'acteur américain d'origine danoise Jean  Hersholt, passionné de l'œuvre d'Andersen, en a donné une traduction en anglais faisant autorité dans le monde anglo-saxon.

## Réception et analyse

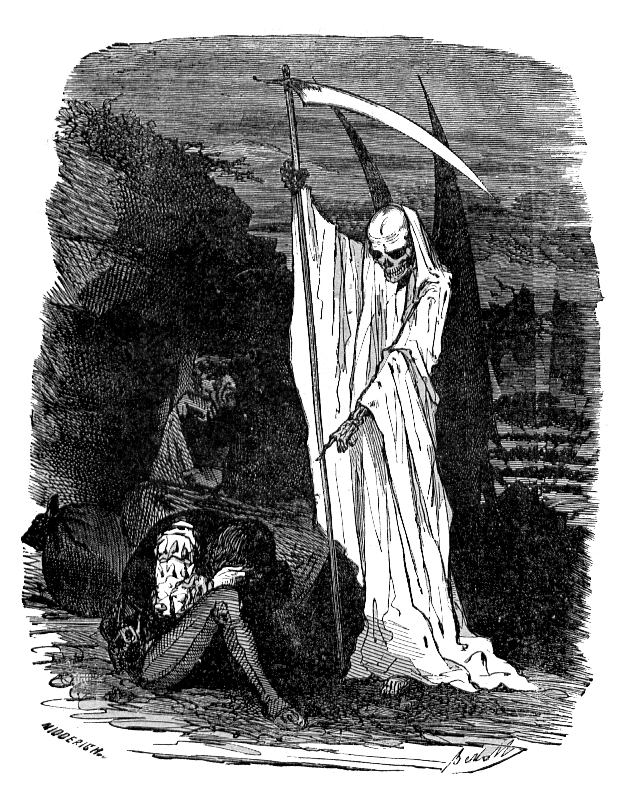
La fin moralisatrice du conte du Jardin du Paradis : dans la caverne des vents La Mort lance un avertissement au jeune prince pour le temps qu'il lui reste à vivre.

Selon Jens Andersen, auteur d'une biographie de Hans Christian Andersen, le roi Maximilien II de Bavière a lu et apprécié ce conte. Un autre biographe d'Andersen, Jackie Wullschlager considère ce conte, ainsi que les deux autres pièces qui l'accompagnent dans le livret comme « sombres ». En effet, Le Jardin du Paradis se conclut par l'apparition de la Mort. Celle-ci  s'approche du jeune prince qui est le héros du conte et lui donne l'avertissement « d'expier son péché et de devenir meilleur » dans l'attente du jour où elle viendra pour le « mettre dans une caisse noire ».

## Influences et postérité
Le personnage de Zéphyr, représenté par Andersen comme un sauvage ailé, a inspiré au compositeur français Claude Debussy le septième prélude, en fa dièse mineur de son premier cahier des préludes, intitulé : « Ce qu'a vu le vent d'ouest ».